# قرار مجلس الأمن التابع للأمم المتحدة رقم 679
قرار مجلس الأمن التابع للأمم المتحدة رقم 679، المتخذ بالإجماع في 30 تشرين الثاني / نوفمبر 1990، بعد النظر في تقرير الأمين العام بشأن قوة الأمم المتحدة لمراقبة فض الاشتباك، أشار المجلس إلى جهودها لإحلال سلام دائم وعادل في الشرق الأوسط.
دعا المجلس الأطراف المعنية إلى التنفيذ الفوري للقرار 338 (1973)، وجدد ولاية قوة المراقبة لمدة ستة أشهر أخرى حتى 31 مايو 1991 وطلب من الأمين العام تقديم تقرير عن الوضع في نهاية تلك الفترة.